# Symphysodon gunnii
Symphysodon gunnii är en bladmossart som beskrevs av Brotherus och William Walter Watts 1915. Symphysodon gunnii ingår i släktet Symphysodon och familjen Pterobryaceae. Inga underarter finns listade i Catalogue of Life.